# سیارک ۷۹۹

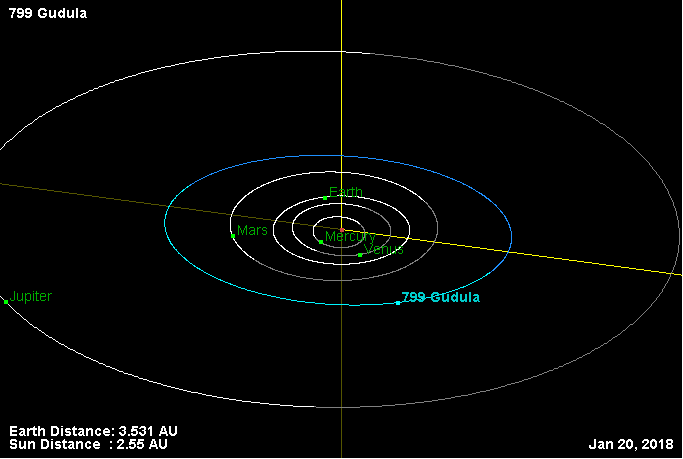
نمایی از محل قرارگیری سیارک ۷۹۹ در مدار – ۲۰۱۸

سیارک ۷۹۹ (به انگلیسی: 799 Gudula، نامگذاری:1915WO) هفتصد و نود و نهمین سیارک کشف شده‌است که در ۹ مارس ۱۹۱۵ و در هایدلبرگ کشف شد.
قدر مطلق سیارک برابر ۱۰٫۳۰ است.